# 刑事補償法
刑事補償法（けいじほしょうほう、昭和25年1月1日法律第1号）は、昭和憲法第40条に定められた刑事補償請求権の実施法で、無罪判決を受けた者への補償をする旨とその額、手続に関する日本の法律である。
法務省大臣官房司法法制課が所管し、同省刑事局刑事課、保護局総務課、人権擁護局調査救済課、訟務局訟務企画課および最高裁判所事務総局刑事局と連携して執行にあたる。

## 補償内容
補償対象に応じる (法4条) 。
- 抑留・拘禁 1日当たり1,000円以上12,500円以下の範囲内で、裁判所が定める額 (1項)
拘束の種類・期間や財産上の損失、精神的・身体的苦痛、警察・検察の過失などを総合的に判断して、額を定める (2項)
- 死刑執行 3,000万円以内、ただし、本人の死亡で財産上の損失が生じた場合は、「損失額＋3,000万円」以内の額になる (3項)
- 罰金・科料 支払った額に加え、1年につきその額の法定利率（徴収日の翌日による）の金額を補償 (5項)
- 没収 没収品が処分されていない場合はそのまま返却し、処分済みの場合はその物の時価相当額を補償、追徴は前項の例による (6項)

ただし、捜査・審判を誤らせる目的で本人が虚偽の自白や証拠捏造をした場合や、併合罪について一部は無罪になったが他の部分で有罪の場合は、一部又は全部が補償されない (法3条) 。また、時効は3年である (法7条) 。
また、免訴または公訴棄却の裁判を受けた者でも、免訴または公訴棄却の裁判がなければ無罪の裁判を受けるべき者と認められる者にも準用される（法25条）。
他に、刑事訴訟法上、弁護人費用や被告人の日当などの費用についてかかった費用の補償制度（16章）がある。この制度においては、検察官上訴により検察官の控訴または上告が棄却された者の上訴費用についても補償される。
また、被告人に対して無罪判決を下す場合には、裁判官は刑事補償制度について教示しなければならず、教示を怠ったことで損害賠償請求権を失った場合、国家賠償の請求が認められる（高松地判平成18年7月31日判例集未登載）。

## 旧刑事補償法
昭和6年4月2日法律60号。昭和7年1月1日執行。
国家が、誤って検察に検挙され未決勾留、あるいは刑の執行を受けた者に、相当金額で、その汚辱、禍害を慰謝する法律である。
1. 旧刑事訴訟法による通常手続または再審もしくは非常上告の手続で無罪の言渡を受けた者または同法313条の規定により免訴の言渡を受けた者が未決勾留を受けた場合、国はその者に勾留による補償をなす。
2. 再審または非常上告の手続において無罪の言渡を受けた者で原判決によりすでに刑の執行を受けまたは旧刑法11条2項の規定による拘置を受けた場合、国はその者に刑の執行または拘置による補償をなす（1条）。

ただし、
1. 旧刑法39条、40条および41条の事由により無罪または免訴の言渡があったとき、
2. 起訴された行為が公の秩序または善良の風俗に反しいちじるしく非難すべきものであるとき、
3. 本人の故意または重大な過失が、起訴、勾留、公判に付す処分または再審請求の原由となり、また原有罪判決の証拠となったとき

は補償されない。
補償金は1日5円以内とし、本人、または本人の死亡の場合は遺族に給与される。死刑執行の場合は拘置による分のほかべつに裁判所が相当と認める補償金を給与する。罰金、科料、没収の執行に関しても補償が規定される。補償は損害賠償ではなく慰謝であるとして、不服の申立、あるいはその受償権の譲渡は許されない。補償の請求は無罪の言渡をなした裁判所または免訴の言渡をなした予審判事の属する裁判所に書面でなす。補償の請求は代理人によってもなし得る。請求の期限は無罪または免訴の裁判確定の日から60日以内である。
昭和 7 年度における本法の適用は、件数 82、請求日数 12790、決定件数 37、日数 5422（未決勾留）、補償金額 11086円、棄却件数 44、日数 2288。すなわち 1 事件平均日数 146.5 日、1 事件平均補償金額 299.627 円、補償 1 日平均金額 2.045 円。